# St. Magdalener

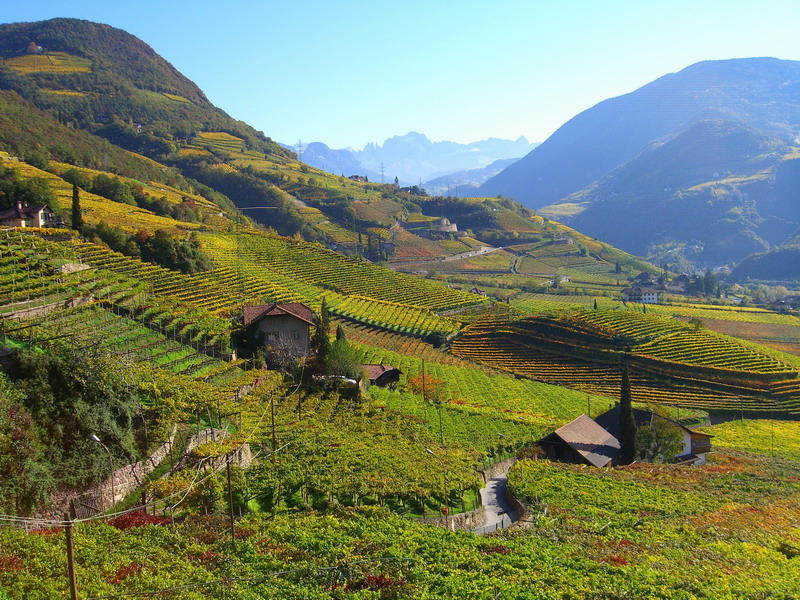
Weingüter von St. Magdalena bei Bozen mit St. Justina und Rosengarten im Hintergrund

Der St. Magdalener (italienisch Santa Maddalena) ist ein leichter, fruchtiger und regionaltypischer Rotwein aus dem Südtiroler Weinbaugebiet, der aus Spielarten der Vernatschsorten gewonnen wird. Angebaut wird er um das Weindorf St. Magdalena bei Bozen in Südtirol. Die Geschichte dieses Weines ist mehr als ein Jahrhundert dokumentiert und dürfte bis in das Mittelalter zurückreichen. Seit dem 11. August 1971 ist der Wein als D.O.C. (Q.b.A.) geschützt und kontrolliert.

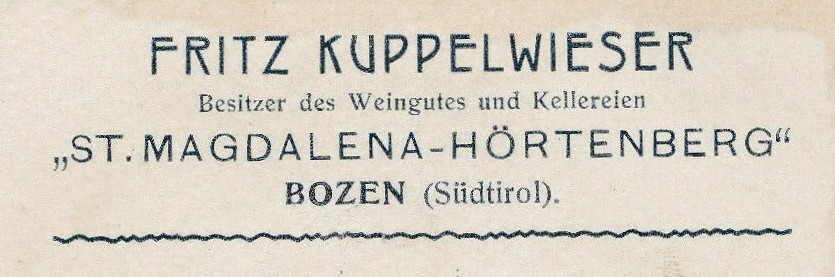
Bozner Weinwerbung von 1904 mit der Bezeichnung St. Magdalena-Hörtenberg

Traditionell sind im gemischten Satz (d. h. bereits im Weinberg) etwa fünf Prozent Lagrein-Trauben enthalten, die dann gemeinsam vinifiziert werden. Heute wird oft auch ein Verschnitt (teils auch als Cuvée bezeichnet) hergestellt, d. h. die Vernatsch- und Lagreintrauben werden getrennt vinifiziert und als fertige Weine zusammengefügt. Gesetzlich sind bis zu 15 % Verschnitt mit den Sorten Lagrein oder Blauburgunder erlaubt.
Wegen des heißen Klimas im Bozner Talkessel und des kleinen Anteils von kräftigem Lagrein ist der Magdalener voller und intensiver als die anderen Vernatschweine Südtirols. Im Volksmund wird der Wein daher auch als „Königin des Vernatsch“ bezeichnet. Die lockeren Moränenschüttböden sind optimal für eine volle Reife der Trauben. Als Folge des schlechten Wasser-Rückhaltevermögens dieser Böden wurde dort 1929 die erste Großberegnungsanlage Europas erbaut.
- Farbe: rubinrot
- Erziehung: fast ausschließlich auf Pergel
- Alkoholgehalt: 12–13,5 Volumenprozent
- Trinktemperatur: 14–17 °C

## Geschichte der Bozner Weine
Der „Bozner“ (Bozenaere, Botzenwein) wird als bekannter Wein bereits zum Jahr 1158 vom Chronisten Vinzenz von Prag in seinen Annalen genannt, die den Zweiten Italienfeldzug Friedrich Barbarossas schildern; als das kaiserliche Heer unter großen Mühen über die Alpen nach Oberitalien zog, stärkte es sich in Bozen mit dem vorzüglichen, dort angebauten Wein (Tandem ad montem Pausanum qui nostro vocabulo Pocyn dicitur perveniunt, ubi optimi vini maximam inveniunt habundantiam, qua defatigati execitus recreantur et deficiuntur). Nach anderen zeitgenössischen Quellen wurde dem kaiserlichen Aufgebot der Bozner Wein bereits in Brixen gereicht. Im Spätmittelalter wird der Bozner Wein mehrfach als besonders guter Rotwein im süddeutschen Raum an Klöstern und adeligen Höfen erwähnt. Wahrscheinlich war dies ein gemischtsatziger, mehrere Rebsorten umfassender Vorgänger des St. Magdaleners, der vielleicht auch Vernatsch und Lagrein in sich hatte. Über die Jahrhunderte haben klimatologische, ertragliche, verwaltungstechnische und marktverändernde Verhältnisse den Wein langsam, aber stetig verändert. Vor dem 20. Jahrhundert waren zusätzlich zu den Vernatschspielarten und dem Lagrein viele zusätzliche, heute teils unbekannte bzw. nicht mehr angebaute Sorten in den Weinbergen vorhanden. Nicht einmal die ungefähren Mengenverhältnisse dieser unterschiedlichen Sorten lassen sich vor dem 19. Jahrhundert rekonstruieren.
Seit dem 19. Mai 1923 existiert eine Winzergenossenschaft zum Schutz des Weines, welche 1978 in das „Freiwillige Konsortium für den Schutz der Weinproduktion von St. Magdalena“ umgewandelt wurde. Ein Großteil der Produzenten, Kellereien und Vermarkter dieses Weines ist in diesem Konsortium zusammengeschlossen. In der Zeit des Faschismus (1931) wurde der Wein, wohl vorwiegend aus politischen Überlegungen, zu den drei besten Italiens erklärt.

## Anbaugebiet

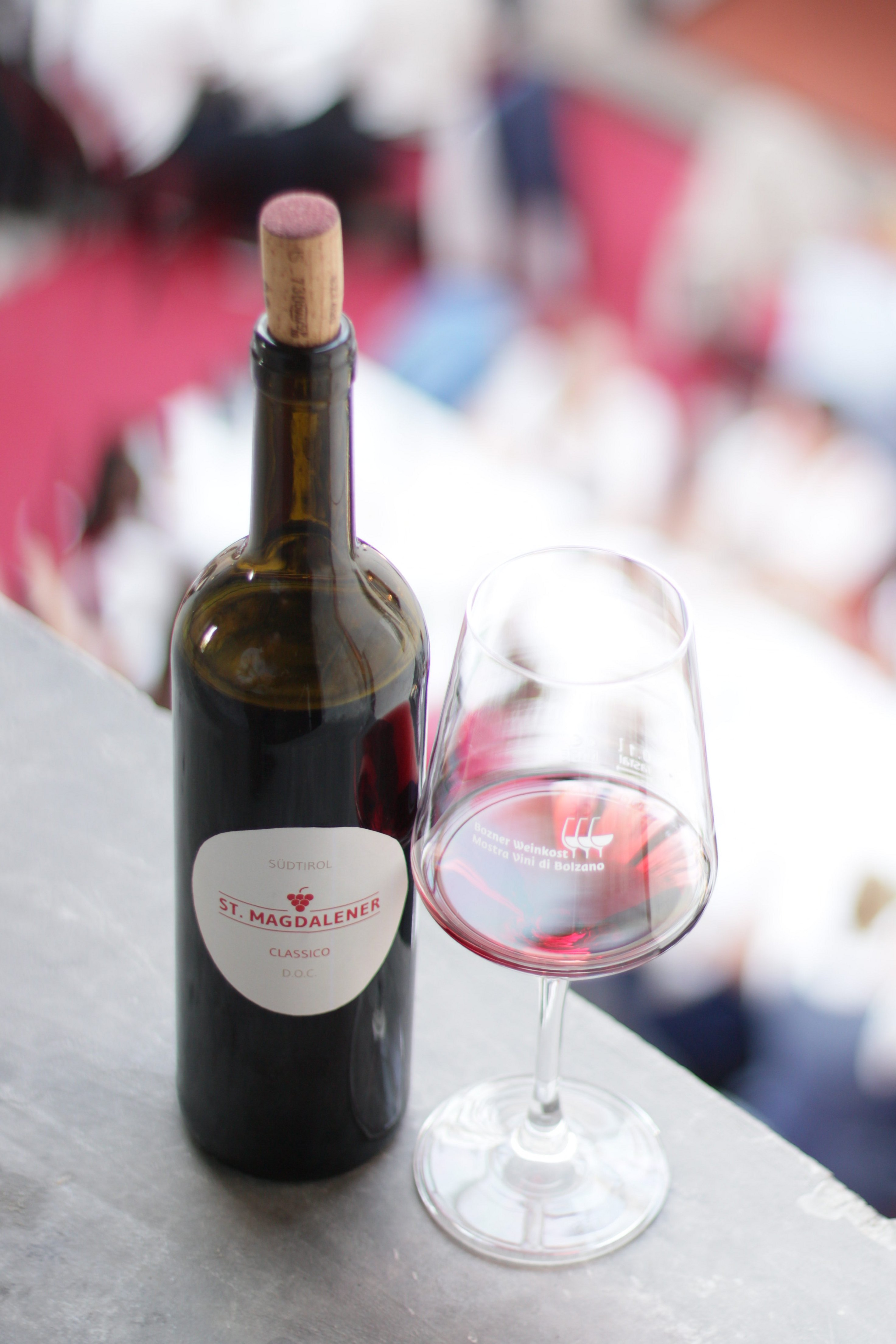
St. Magdalener Cl. Flasche mit Glas bei der Bozner Weinkost

Weine, die aus den ursprünglichen 1923 definierten Anbaugebieten um St. Magdalena, St. Justina, Leitach, Rentsch und St. Peter auf Karnol an den südlich ausgerichteten Hängen des Rittens stammen, dürfen die Zusatzbezeichnung „Klassischer“  (ital.: Classico) verwenden. Das erweiterte Anbaugebiet umfasst auch die Hanglagen nordwestlich von Bozen (Sand, St. Georgen, Guntschnaberg unterhalb von Jenesien und sich bis Siebeneich ziehend), Weinberge am Karneider Berg (oberhalb von Kardaun), Hanglagen im unteren Bereich des Kohlerer Berges (Kampenn, Virgl und Haslach).
Das gesamte Anbaugebiet umfasste im Jahre 2018 etwa 186 Hektar (1978 noch 457 Hektar).

## Produzenten
Zu den seit Jahrzehnten ausgezeichnete Produzenten aus dem klassischen Gebiet mit Angabe der Selektionslinie bzw. von Lagenweinen zählen: Kellerei Bozen „Moar“ und „Huck am Bach“, H. Rottensteiner „Premstallerhof“, Ansitz Waldgries „Antheos“, Glögglhof/Gojer „Rondell“, Erbhof Unterganzner „Heilmann“, Pfannenstielhof „AnnVer“, Untermoserhof „Hub“, Obermoser „Nobilis“, Griesbauerhof „Isarcus“, Fliederhof „Gran Marie“, Kandlerhof „Schloterpöck“.
Neuere Produzenten mit Auszeichnungen sind: Plonerhof „Alte Reben“, Wassererhof, Larcherhof, Pitzner „Malanders“.
Vom Jahrgang 2019 haben 31 Produzenten einen klassischen St. Magdalener eingekellert und 29 Produzenten aus dem erweiterten Anbaugebiet. In der Südtiroler Gastronomie und Hotellerie ist der St. Magdalener unter den Vernatschweinen auf den Karten am Häufigsten gelistet, was mit ein Grund dafür ist, dass auch außerhalb des Produktionsgebietes Produzenten diese Weinbezeichnung im Sortiment haben wollen.